# Concerto pour piano no 9 de Mozart
Pour les articles homonymes, voir Concerto pour piano (homonymie) et Jeunehomme.
Jeunehomme
Le Concerto pour piano no 9 en mi bémol majeur, dit « Jeunehomme », K. 271, de Wolfgang Amadeus Mozart fut écrit à Salzbourg en 1777, alors que Mozart était âgé de 21 ans.
Cette œuvre est connue sous le nom du Concerto « Jeunehomme » car Mozart l'aurait écrit pour une pianiste française de passage à Salzbourg portant ce nom de famille, dont l'identité resta longtemps un mystère pour les spécialistes de l'histoire de la musique. Mais en 2006, le musicologue Michael Lorenz a suggéré que cette pianiste était en fait Louise Victoire Jenamy (1749–1812), une fille de Jean-Georges Noverre, lui-même danseur célèbre et l'un des meilleurs amis de Mozart.

## Instrumentation
| Instrumentation du concerto pour piano no 9                          |
| Soliste                                                              |
| piano                                                                |
| Cordes                                                               |
| premiers violons, seconds violons, altos, violoncelles, contrebasses |
| Bois                                                                 |
| 2 hautbois                                                           |
| Cuivres                                                              |
| 2 cors en mi bémol                                                   |

## Structure
Le concerto comprend 3 mouvements :
1. Allegro, en mi bémol majeur, à , 307 mesures
2. Andantino, en do mineur, à 
, cadence à la mesure 122, 131 mesures
3. Rondeau (Presto), en mi bémol majeur, à , 467 mesures

Durée : environ 31 minutes

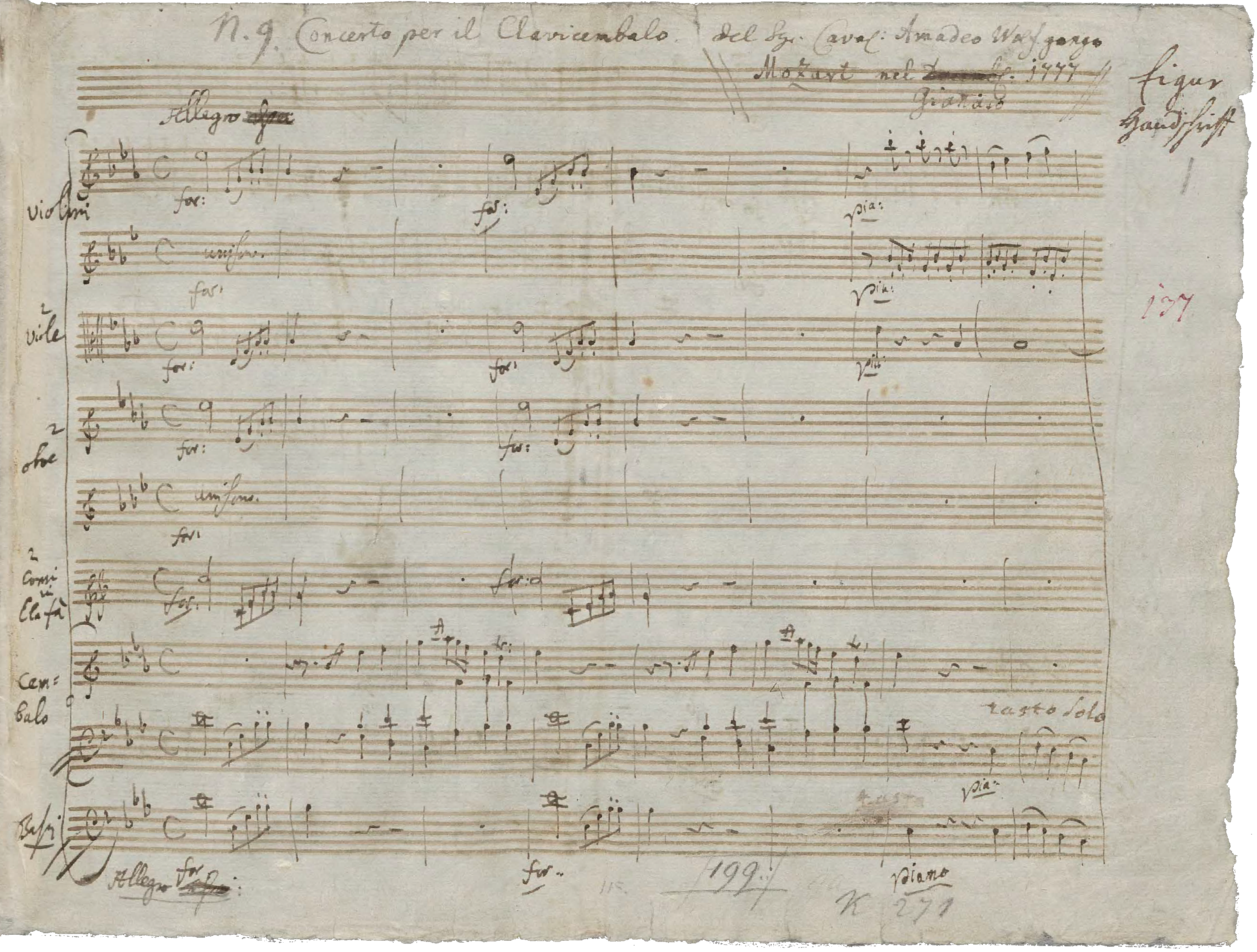
Manuscrit autographe, concerto pour piano K 271

Le premier mouvement s'ouvre, de manière inhabituelle pour l'époque, par l'intervention du pianiste, anticipant les concertos no 4 et no 5 de Beethoven. Comme le note Girdlestone en 1964, cette rupture avec les conventions ne s'arrête pas à cette entrée en solo mais continue dans le style du dialogue entre le piano et l'orchestre dans le reste du mouvement. Mozart a écrit deux cadences pour ce mouvement.
Le second mouvement est écrit en mode mineur, un procédé que Mozart n'utilisa que dans cinq concertos pour pianos : l'arrangement K.41, le K.271, le K.456, le K.482 et le K.488. Mozart écrivit deux cadences pour ce mouvement.
Le troisième mouvement qui s'ouvre par un solo du piano est de forme rondo à grande échelle. Il est interrompu de manière surprenante par une partie en menuet lent, un procédé que l'on retrouve dans son vingt-deuxième concerto de 1785. L'œuvre se termine dans son tempo d'origine.

## Accueil
Cette œuvre est très prisée des critiques. Charles Rosen considère qu'il s'agit peut-être du premier chef-d'œuvre indubitable du style classique dans le genre du concerto pour piano et orchestre. Alfred Einstein l'a surnommé l'« Héroïque » de Mozart (la symphonie no 3 de Beethoven dite « Héroïque », également dans la tonalité de mi bémol majeur), celui-ci en tant qu'œuvre ouvrant un chemin nouveau dans le domaine concertant, comme celle-ci le sera dans le domaine symphonique.